# The Cheetah Girls (filme)
The Cheetah Girls é um filme musical da Disney Channel, produzido por Debra Martin Chase,  Jacqueline George, Deborah Gregory e Whitney Houston. Baseado na série de livros escritos por Deborah Gregory.
O filme teve seis milhões e meio de espectadores na sua estreia nos Estados Unidos, e o DVD teve uma venda de oitocentas mil cópias.

## Sinopse
As Cheetah Girls são 4 adolescentes de Nova York que enfrentam os desafios de crescer enquanto cantam, dançam e sonham com o sucesso. Na história, as Cheetah Girls estão ensaiando para o concurso de talentos da escola, quando são descobertas pelo famoso produtor musical Jackal Johnson. Mas elas logo percebem que a grande oportunidade não era exatamente o que esperavam. Jackal quer transformá-las em algo que não são, e o caminho do estrelato pode abalar a amizade delas.

## Elenco
- Raven-Symoné        como Galleria Garibaldi
- Adrienne Bailon     como Chanel Simmons
- Kiely Williams      como Aqua Walker
- Sabrina Bryan       como Dorinda Thomas
- Vincent Corazza     como Jackal Johson
- Lynn Whitfield      como Dorothea Garibaldi
- Sandra Caldwell     como Drinka
- Juan Chioran        como Francobollo Garibaldi
- Kyle Schmid         como Derek
- Denton Rowe         como Mackerel
- Linette Robinson    como Dana
- Kyle Saunders       como Pucci
- Rothaford Gray      como Dodo
- Kim Roberts         como Srª Bosco
- Vanessa Thompsom    como Twinkl

## Músicas
O DVD traz clipes de "Cheetah Sisters","Girl Power","C'mon" e dois clipes de Raven-Symoné: "Truth to your Heart" e "Supernatural",além de um final alternativo e entrevistas nos bastidores do filme.

## Prêmios
- Black Reel: Melhor Atriz de TV - Raven-Symoné
- Black Reel: Melhor Atriz Coadjuvante - Lynn Whitfield
- DGA Award: Melhor Diretor de Programa Infantil - Oz Scott
- Image Award: Melhor Desenpenho em Programa Juvenil - Lynn Whitfield

## Sequências
- The Cheetah Girls 2, seqüência gravada na Espanha em 2006 e lançada no mesmo ano.
- The Cheetah Girls: One World, gravado no início de 2008 na Índia e lançada em agosto do mesmo ano.